# Moorsel
Moorsel är en ort i Belgien.   Den ligger i provinsen Östflandern och regionen Flandern, i den centrala delen av landet, 21 km nordväst om huvudstaden Bryssel. Moorsel ligger 31 meter över havet och antalet invånare är 4 628.
Terrängen runt Moorsel är platt. Runt Moorsel är det tätbefolkat, med 511 invånare per kvadratkilometer.. Närmaste större samhälle är Aalst, 4,6 km väster om Moorsel. 
Omgivningarna runt Moorsel är en mosaik av jordbruksmark och naturlig växtlighet.